# Родина (Цілиноградський район)
Ро́дина (каз. Родина) — село у складі Цілиноградського району Акмолинської області Казахстану. Адміністративний центр Родинського сільського округу.
Населення — 1087 осіб (2021; 1032 у 2009, 1163 у 1999, 891 у 1989).
Національний склад станом на 1989 рік:
- росіяни — 36 %;
- білоруси — 21 %.

До 2009 року село називалось Приозерне.